# Берева, Соломон
Соломон Берева (англ. Solomon Berewa; 6 августа 1938, Бо, Южная провинция — 5 марта 2020, Фритаун) — политический и государственный деятель Сьерра-Леоне. Занимал должность вице-президента страны с мая 2002 года по сентябрь 2007 года. Будучи кандидатом от Народной партии Сьерра-Леоне проиграл во втором туре президентских выборов 2007 года Эрнесту Баю Короме из Всенародного конгресса.

## Биография
Родился в 1938 году в вождестве Бумпе, округ Бо. Во времена президентства Ахмада Теджана Каббы занимал должности генерального прокурора и министра юстиции с 1996 по 1997 год, когда правительство было свергнуто в результате переворота. После того, как Ахмад Теджан Кабба был восстановлен в должности, Соломон Берева снова занимал должность генерального прокурора и министра юстиции с 1998 по май 2002 года. Затем стал вице-президентом страны.
На национальном съезде Народной партии Сьерра-Леоне, проходившем в Макени с 3 по 4 сентября 2005 года, был выбран в качестве кандидата на должность президента на выборах 2007 года. Он получил 291 голос, в то время как Чарльз Маргаи получил 34, Джулиус Маада Био получил 33, а Джозеф Бандабла Дауда получил 28 голосов.
В первом туре президентских выборов 2007 года, состоявшихся 11 августа, Соломон Берева занял второе место с 38,3 % голосов, уступив Эрнесту Баю Короме, кандидату от оппозиционного Всенародного конгресса, который получил 44,3 %. Второй тур между ними состоялся 8 сентября, а 17 сентября Эрнест Бай Корома был объявлен победителем, получив 54,6 % голосов против 45,4 % за Соломона Береву, который сразу признал своё поражение, а Эрнест Бай Корома был приведён к присяге в этот же день. На церемонии инаугурации нового президента присутствовал Соломон Берева.
В соответствии с конституцией Народной партии Сьерра-Леоне, в которой прописано, что ей лидер обязан подать в отставку, если партия проиграет национальные выборы под его руководством, 17 октября 2007 года Соломон Берева покинул эту должность.